# Pastel de siete capas
La tarta Setteveli (tdl. ‘Pastel de siete capas’) es una tarta con mousse de chocolate y avellanas.
Este pastel está compuesto por una base de bizcocho (sin harina) de almendras de Apulia, mousse de avellanas del Piamonte, chocolate de Madagascar y una base de gianduja crujiente con cereales.

## Historia
El Setteveli fue creado por los maestros pasteleros Luigi Biasetto (Padua), Cristian Beduschi (Belluno) y Gianluca Mannori (Prato), quienes juntos conforman el equipo italiano que con este postre ganó el premio internacional Coupe du Monde de la Pâtisserie en Lyon en 1997. En la intención de sus creadores, el pastel fue diseñado para simbolizar las cualidades femeninas.

## Receta
El postre se compone de una base de suaves bizcochos de soletilla con gianduja de chocolate y cereales, una mousse de chocolate negro, crema bávara con praliné y avellanas, y escamas de chocolate. 
Se han formulado réplicas en otras regiones de Italia, como por ejemplo Sicilia, donde ha tenido una gran difusión, a pesar de que la receta original está protegida por secreto comercial. En estos contextos, el nombre también difiere, ya que la marca Setteveli ha sido registrada por los creadores de la receta.